# Голубиха (Нижньогородська область)
Голубиха (рос. Голубиха) — селище в Ветлузькому районі Нижньогородської області Російської Федерації.
Населення становить 18 осіб. Входить до складу муніципального утворення Мошкинська сільрада.

## Історія
Від 2009 року входить до складу муніципального утворення Мошкинська сільрада.

## Населення
| 1999 | 2002 | 2010 |
| ---- | ---- | ---- |
| 81   | ↘46  | ↘18  |